# Wittstock

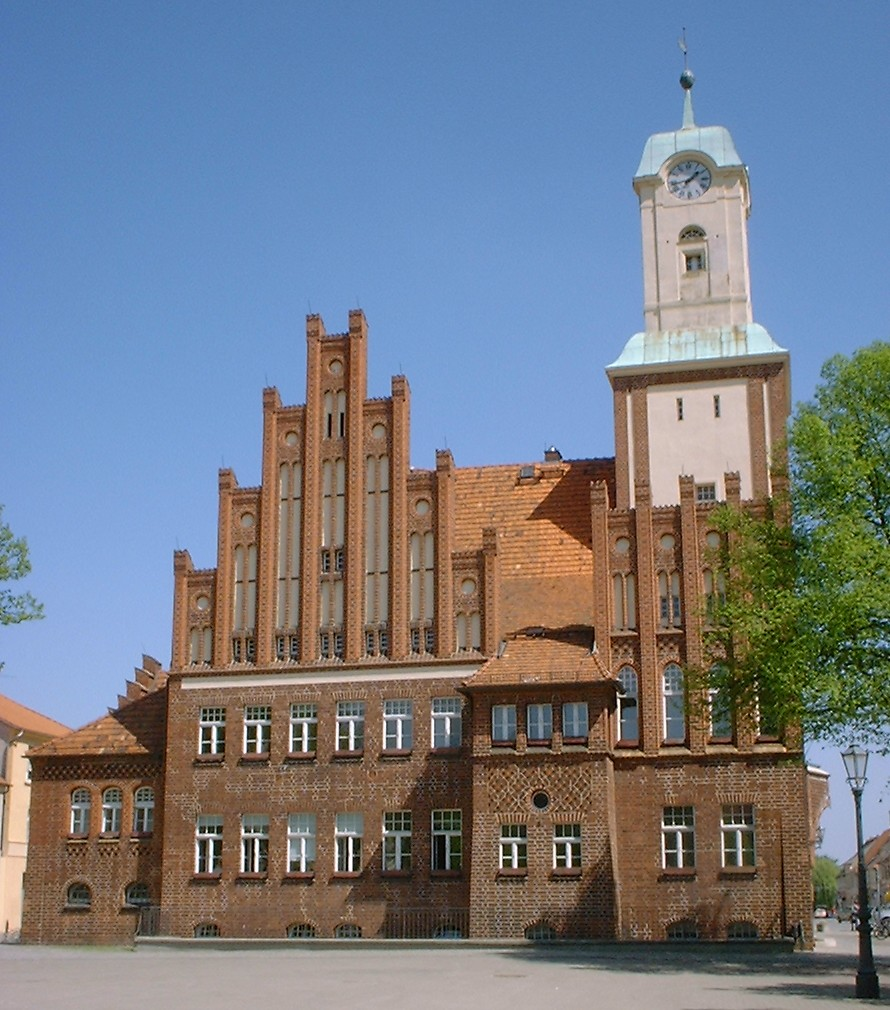

Wittstock là một thị xã ở huyện Ostprignitz-Ruppin, tây bắc bang Brandenburg, Đức. Đô thị Wittstock có diện tích 417,2 km², dân số thời điểm 31 tháng 12 năm 2006 là 15.907 người. Đô thị này nằm bên sông Dosse, 20 km về phía đông Pritzwalk, và 95 km về phía tây bắc Berlin. Năm 1636, đây là nơi xảy ra trận Wittstock giữa Thụy Điển là một liên minh giữa Đế quốc La Mã Thần thánh và Sachsen. 
Công trình nổi bật của thị xã là một tòa thánh đường Trung cổ.
Các khu vực dân củ của Wittstock/Dosse:
| - Babitz - Berlinchen - Biesen - Christdorf - Dossow - Dranse - Fretzdorf - Freyenstein với Neu Cölln - Gadow - Goldbeck | - Groß Haßlow với Klein Haßlow và Randow - Niemerlang với Tetschendorf và Ackerfelde - Rossow - Schweinrich - Sewekow - Wittstock (Kernstadt) - Wulfersdorf - Zempow - Zootzen |

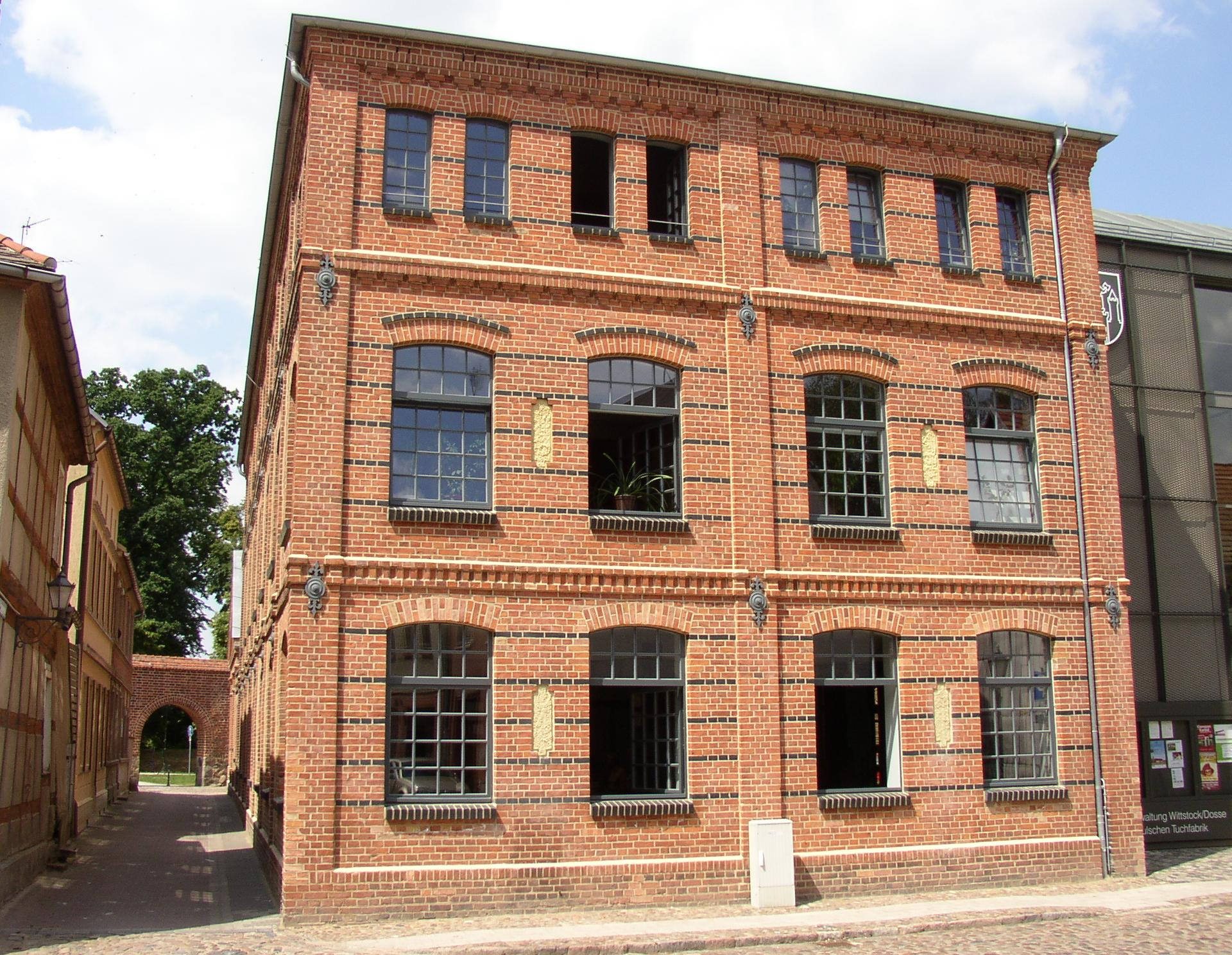
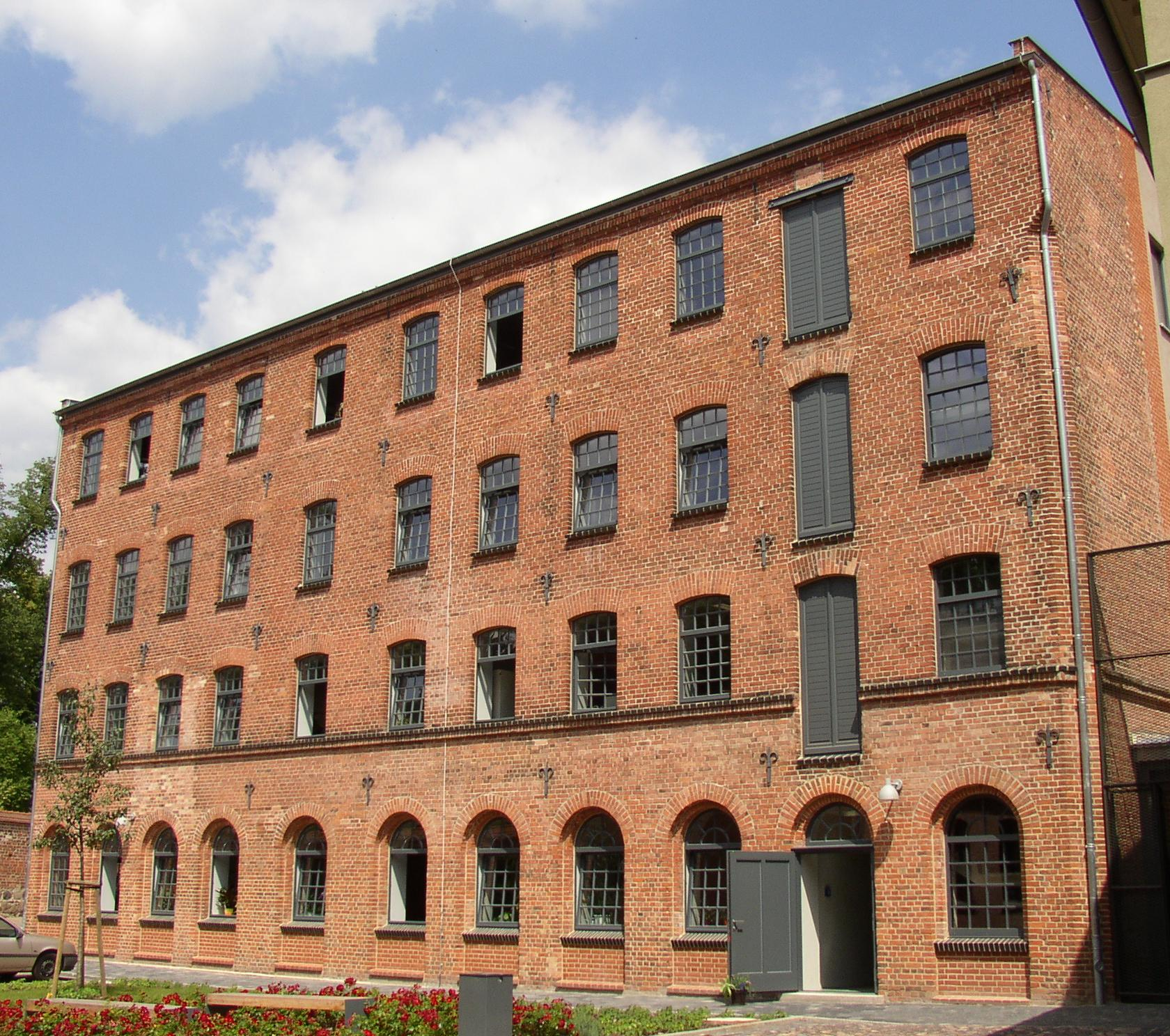
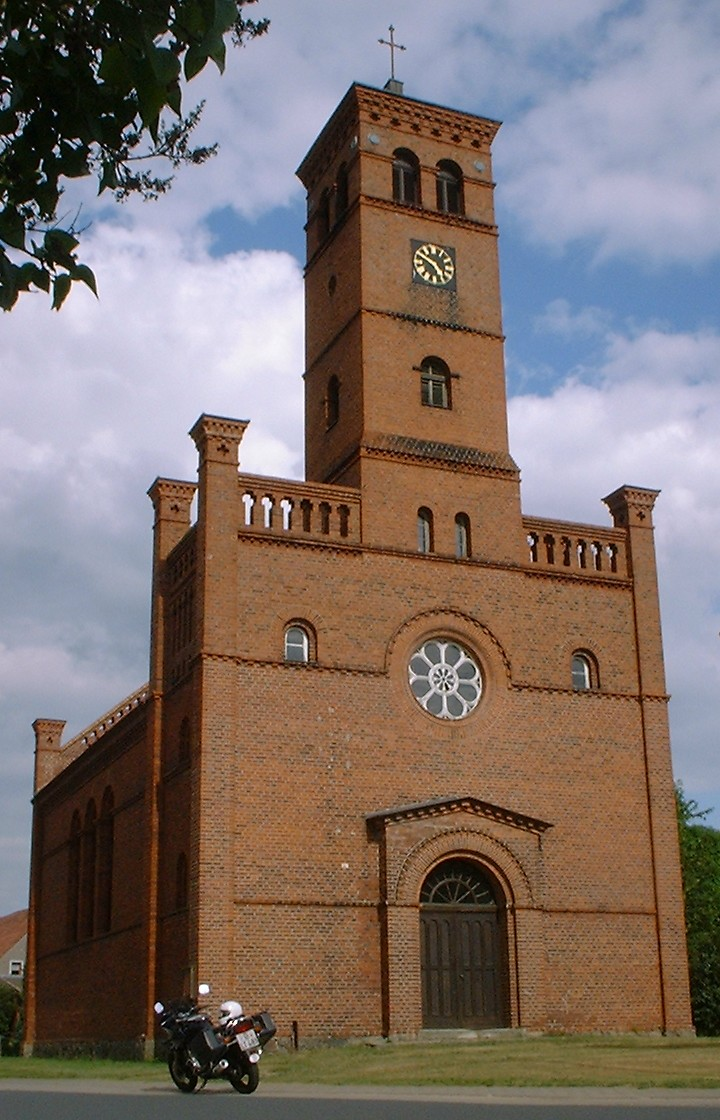
Nhà thờ ở Christdorf
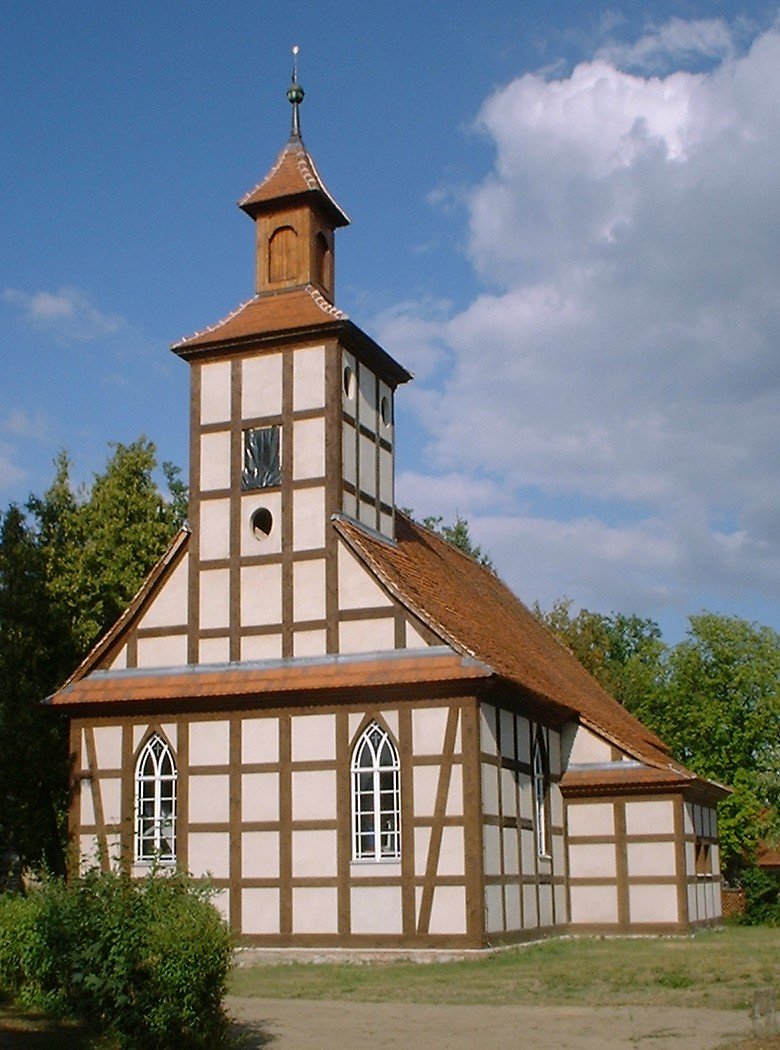
Nhà thờ ở Fretzdorf
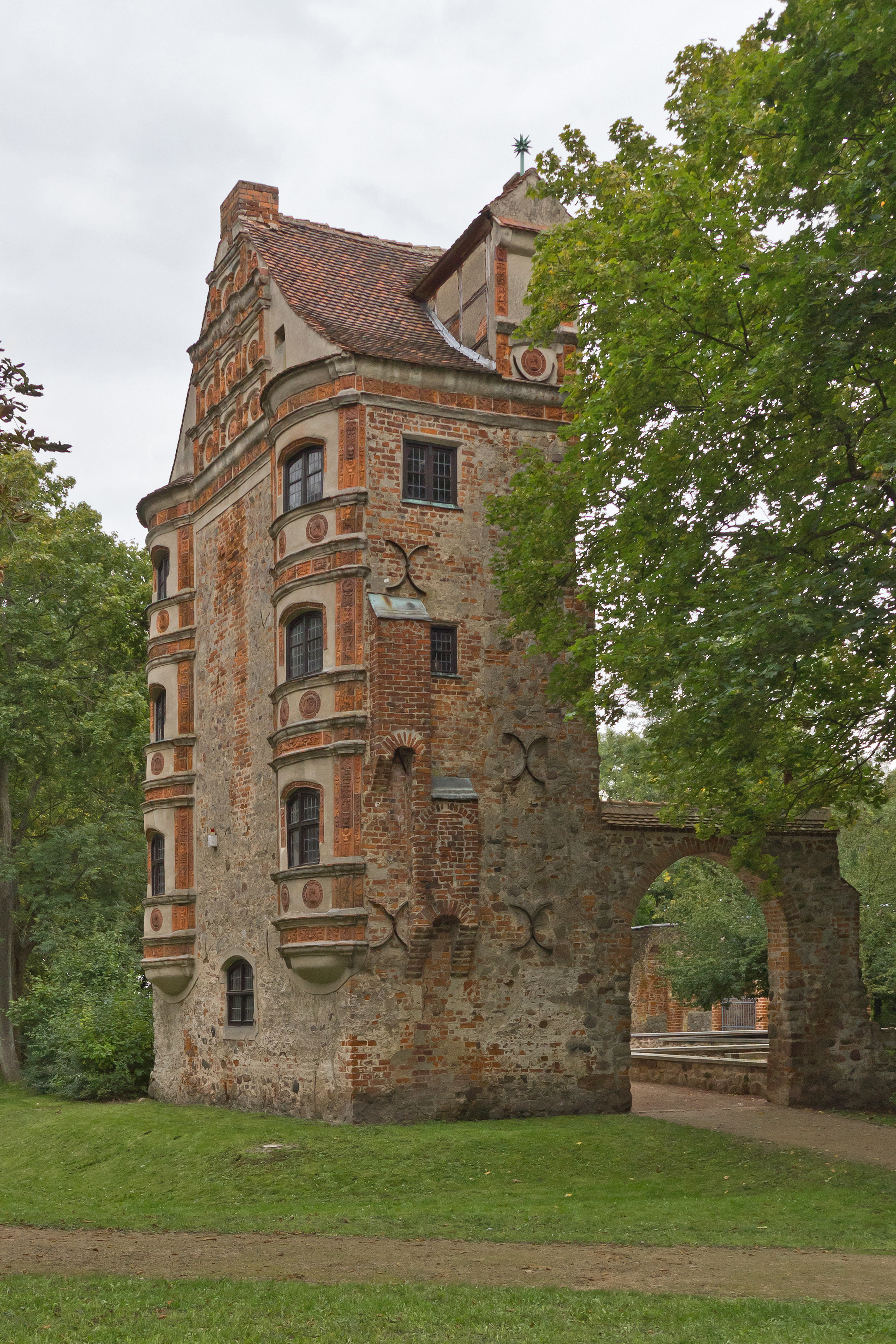
Freyenstein